# Jorge Villar
Jorge Milton Villar Urquiola (Minas, Uruguay, 7 de mayo de 1967) es un exfutbolista uruguayo, campeón de la Copa Libertadores en 1987 con Peñarol.

## Clubes
| Club             | País        | Año       |
| ---------------- | ----------- | --------- |
| Peñarol          | Uruguay     | 1983-1992 |
| Toshiba          | Japón       | 1992      |
| River Plate      | Uruguay     | 1993      |
| Piriápolis       | Uruguay     | 1994-1996 |
| Deportivo Águila | El Salvador | 1997      |

## Títulos
| Título            | Club    | País    | Año  |
| ----------------- | ------- | ------- | ---- |
| Copa Libertadores | Peñarol | Uruguay | 1987 |